# Copa de Liechtenstein 2016-17
La Copa de Liechtenstein 2016-17 (Conocida como FL1 Aktiv Cup por ser patrocinada por la empresa de telecomunicaciones Telecom Liechtenstein) fue la edición número 72 de la única competencia de carácter nacional organizada por la Asociación de Fútbol de Liechtenstein (L. F. V.).
El torneo empezó el 17 de agosto de 2016 con la ronda preliminar y terminó el 24 de mayo de 2017 con la final en el Rheinpark Stadion.
El Vaduz se coronó campeón tras vencer, en la final, al Eschen/Mauren con marcador de 5-1 y de esa manera obtuvo su título número 45.

## Formato
El torneo consta de cinco rondas, todas ellas jugadas por eliminación directa. El campeón del torneo se clasificará para la primera ronda de la Liga Europa 2017-18.

## Equipos participantes
Un total de 16 equipos participan en esta edición, 8 de ellos arrancaron en la primera ronda; cuatro más se les sumaron en la segunda ronda y otros cuatro más se unieron en los cuartos de final.
| Cuartos de final   | Cuartos de final | Cuartos de final | Cuartos de final  |
| ------------------ | ---------------- | ---------------- | ----------------- |
| Balzers II         | Eschen/Mauren    | Schaan           | Vaduz             |
| Primera ronda      |                  |                  |                   |
| Balzers III        | Ruggell          | Triesen          | Triesenberg       |
| Ronda preliminar   |                  |                  |                   |
| Balzers            | Ruggell II       | Schaan III       | Triesen II        |
| Eschen / Mauren II | Schaan Azzurri   | Triesenberg II   | Eschen/Mauren III |

## Ronda preliminar
El sorteo de la primera ronda se realizó el 20 de julio de 2016. Todas llaves se jugarán a partido único. Los ganadores avanzarán a la segunda ronda.
| Local              | Resultado | Visitante         | Fecha           | Estadio                 |
| ------------------ | --------- | ----------------- | --------------- | ----------------------- |
| Schaan III         | 1 – 4     | Eschen/Mauren III | 17 de agosto    | Sportplatz Rheinwiese   |
| Schaan Azzurri     | 1 – 2     | Ruggell II        | 23 de agosto    | Sportplatz Rheinwiese   |
| Eschen / Mauren II | 3 – 0     | Triesenberg II    | 24 de agosto    | Sportpark Eschen-Mauren |
| Triesen II         | 1 – 5     | Balzers           | 7 de septiembre | Sportplatz Blumenau     |

## Segunda ronda
El sorteo de la segunda ronda se realizó el 29 de agosto de 2016. A los cuatro clasificados de la ronda anterior se les sumaron otros cuatro equipos más. Todos las llaves se jugarán a partido único. Los ganadores avanzarán a los cuartos de final.
| Local              | Resultado | Visitante   | Fecha            | Estadio                 |
| ------------------ | --------- | ----------- | ---------------- | ----------------------- |
| Eschen / Mauren II | 0 – 3     | Balzers     | 27 de septiembre | Sportpark Eschen-Mauren |
| Balzers III        | 0 – 2     | Ruggell     | 28 de septiembre | Sportplatz Rheinau      |
| Eschen/Mauren III  | 0 – 7     | Triesenberg | 28 de septiembre | Sportpark Eschen-Mauren |
| Ruggell II         | 0 – 1     | Triesen     | 4 de octubre     | Freizeitpark Widau      |

## Cuartos de final
Los cuartos de final se sortearon el 5 de octubre de 2016. A los cuatro equipos clasificados de la ronda anterior se les sumaron otros cuatro equipos más; estos equipos consiguieron entrar de manera directa en esta instancia debido a que alcanzaron las semifinales en la Copa de Liechtenstein 2016. Todas las llaves se jugarán a partido único. Los ganadores se clasificarán a las semifinales y a los cuartos de final de la Copa de Liechtenstein 2018.
| Local       | Resultado | Visitante     | Fecha         | Estadio              |
| ----------- | --------- | ------------- | ------------- | -------------------- |
| Balzers     | 0 – 4     | Eschen/Mauren | 25 de octubre | Sportplatz Rheinau   |
| Ruggell     | 0 – 11    | Vaduz         | 25 de octubre | Freizeitpark Widau   |
| Triesenberg | 3 – 1     | Schaan        | 25 de octubre | Sportanlage Leitawis |
| Balzers II  | 0 – 2     | Triesen       | 26 de octubre | Sportplatz Rheinau   |

## Semifinales
Las semifinales se sortearon el 11 de noviembre de 2016, los partidos se jugaron el 5 y el 11 de abril de 2017. Los equipos que se clasificaron a esta ronda arrancarán en los cuartos de final de la edición 2018. Las dos llaves se jugarán a partido único. Los ganadores pasarán a disputar la final en el Rheinpark Stadion.
| Local       | Resultado | Visitante     | Fecha      | Estadio              |
| ----------- | --------- | ------------- | ---------- | -------------------- |
| Triesenberg | 2 – 4     | Eschen/Mauren | 5 de abril | Sportanlage Leitawis |
| Triesen     | 0 – 18    | Vaduz         | 5 de abril | Sportplatz Blumenau  |

## Final
La final se jugará a un solo partido el 24 de mayo en el tradicional Rheinpark Stadion, que ha acogido la final de la copa desde 1999. El ganador de la final se proclamará campeón y se clasificará para la primera ronda previa de la Liga Europa 2017-18.
| Local         | Resultado | Visitante | Fecha      | Estadio           |
| ------------- | --------- | --------- | ---------- | ----------------- |
| Eschen/Mauren | 1 – 5     | Vaduz     | 24 de mayo | Rheinpark Stadion |

| Campeón FC Vaduz 45.º título |